# Cruz de São Jorge (Império Russo)
A Cruz de São Jorge (em russo: Георгиевский крест; romaniz.: Georgievskiy krest), conhecida até 1913 como Insígnia da Ordem Militar (em russo: Знак отли́чия Вое́нного о́рдена; romaniz.: Znak otlíchiya Voyénnogo órdena), é uma condecoração do Império Russo destinada à condecoração de praças, instituída em 1807 e incorporada à Ordem Militar de São Jorge, o Grande Mártir e Vitorioso. Era a mais alta condecoração para soldados e suboficiais por feitos militares e bravura demonstrada contra o inimigo.

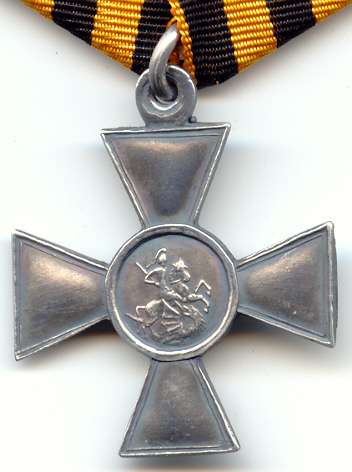
Cruz de São Jorge 3ª classe

Entre 1807 e 1856, a condecoração possuía apenas uma classe; a partir de 19 de março de 1856, passou a contar com quatro classes. Pelo estatuto de 1913, a Insígnia da Ordem Militar foi oficialmente renomeada como Cruz de São Jorge, sendo também definidos os padrões da fita de São Jorge, com três listras pretas e duas laranjas.
A partir de 24 de junho de 1917, a condecoração também poderia ser entregue a oficiais por atos de bravura pessoal, mediante decisão da assembleia geral dos soldados da unidade ou marinheiros do navio. Durante a Guerra Civil Russa, líderes do Movimento Branco continuaram a prática de condecorar praças com a Cruz de São Jorge. 
Suprimida após a Revolução de Outubro de 1917 por Lenin, a ordem foi restaurada brevemente entre 1918 e 1920 por unidades do Exército Branco, e em 1992 o Presidium do Soviete Supremo da Rússia decidiu restabelecer a insígnia da Cruz de São Jorge, sendo oficialmente reinstituída como honraria da Federação Russa em 2000.

## História
A ideia de instituir uma condecoração para soldados foi apresentada em uma petição submetida em 6 de janeiro de 1807 ao imperador Alexandre I (autor desconhecido), na qual se propunha a criação de uma “quinta classe ou divisão especial da Ordem Militar de São Jorge para soldados e outros postos inferiores... que poderia consistir, por exemplo, em uma cruz de prata sobre a fita de São Jorge, presa à lapela”. A Insígnia da Ordem Militar foi instituída em 25 de fevereiro de 1807 (13 no calendário juliano) por um manifesto do imperador Alexandre I como condecoração destinada às patentes inferiores do Exército por “bravura destemida”. O artigo 4 do manifesto determinava que a insígnia fosse usada sobre a fita com as mesmas cores da Ordem de São Jorge. O condecorado deveria portar a insígnia sempre e em qualquer circunstância, mas se viesse a receber a própria Ordem de São Jorge, entre 1807 e 1855 a insígnia deixava de ser usada no uniforme.
O primeiro a receber o “Geórgio do soldado” foi o suboficial do Regimento de Cavalaria da Guarda, Egor Ivanovitch Mitrokhin, por distinção em combate contra os franceses em Friedland, em 2 de junho de 1807. Mitrokhin serviu de 1793 a 1817 e aposentou-se com o posto de aspirante. No entanto, seu nome só foi registrado como primeiro da lista em 1809, quando os cavaleiros da Guarda Imperial foram incluídos antes nas listas em elaboração. O subtenente do 5.º Regimento de Caçadores, Vasily Beryozkin, recebeu a cruz por bravura na batalha de Morungen em 18 de janeiro de 1807 (6 de janeiro no calendário juliano ), ou seja, por um feito realizado antes mesmo da criação oficial da insígnia.
Militares distinguidos nos combates de 1807 e condecorados com a Insígnia da Ordem Militar — o subtenente V. Mikhailov (insígnia nº 2) e o soldado N. Klementiev (insígnia nº 4), ambos do Regimento de Dragões de Pskov, bem como os soldados P. Trekhalov (insígnia nº 5) e S. Rodionov (insígnia nº 7), do Regimento de Dragões de Ekaterinoslav, foram posteriormente transferidos para a Cavalaria de Guardas.
Ao ser instituída, a Cruz de São Jorge para soldados não possuía classes e não havia limite quanto ao número de vezes que uma mesma pessoa podia ser condecorada. A cada nova concessão, não se entregava uma nova cruz, mas o soldo era aumentado em um terço, até dobrar. Diferente da condecoração para oficiais, essa cruz não era esmaltada e era cunhada em prata de 95% de pureza (equivalente à atual 990). Por decreto de 15 de julho de 1808, os condecorados com a insígnia de distinção da Ordem Militar foram isentos de castigos corporais. Essa insígnia só podia ser retirada judicialmente e com notificação obrigatória ao imperador.
Era comum conceder a insígnia de distinção a civis de classes baixas, sem o direito de se chamarem cavaleiros da condecoração. Um dos primeiros foi o moscovita Matvei Andreevitch Gerasimov, que, em 1810, teve o navio com o qual transportava farinha capturado por uma embarcação de guerra inglesa. Após 11 dias, durante clima adverso a caminho da Inglaterra, Gerasimov e sua tripulação de nove homens capturaram os oito soldados ingleses e seu oficial, obrigando-o a entregar a espada. Conduziram o navio ao porto norueguês de Vardø, onde os prisioneiros foram internados.
Um caso notável foi o do general Mikhail Miloradovitch, condecorado com a cruz de soldado por ter lutado em formação comum sob Leipzig. O imperador Alexandre I, que assistia à batalha, entregou-lhe a cruz pessoalmente e disse: “Use a cruz dos soldados, pois és amigo dos soldados.”
A numeração das cruzes no reverso começou em janeiro de 1809, e um registro dos agraciados foi iniciado no mesmo ano. Por essa altura, aproximadamente 10.000 cruzes já haviam sido concedidas. No começo da guerra de 1812, 16.833 cruzes haviam sido produzidas pela forja imperial. As estatísticas dos primeiros anos estão detalhadas abaixo:
- 1812 - 6.783 concedidos
- 1813 - 8.611 premiados
- 1814 - 9.345 premiados
- 1815 - 3.983 concedidos
- 1816 - 2.682 concedidos
- 1817 - 659 concedidos
- 1818 - 328 concedidos
- 1819 - 189 concedidos

Cruzes sem numeração continuaram até 1820, principalmente a civis do exército e ex-comandantes de guerrilhas vindos de camadas populares.
Entre 1813 e 1815, soldados de exércitos aliados da Rússia contra Napoleão também foram condecorados: 1.921 prussianos, 200 suecos, 170 austríacos, cerca de 70 soldados de outros estados germânicos e 15 britânicos.
Durante o reinado de Alexandre I (1807–1825), foram concedidos 46.527 prêmios.
Em 1833, o novo estatuto da Ordem de São Jorge incluiu o uso da cruz com laço da fita de São Jorge por quem recebia o soldo extra integral após múltiplos feitos.
Em 1839, uma edição comemorativa da cruz foi criada para celebrar os 25 anos da paz de Paris, com o monograma de Alexandre I no raio superior do reverso. Ela foi dada a soldados da Prússia; foram cunhadas 4.500 unidades e entregues 4.264.
Em 19 de agosto de 1844, o imperador Nicolau I instituiu uma versão especial da Cruz de São Jorge para muçulmanos e não cristãos. Nessa versão, substituía-se São Jorge pelo brasão imperial com a águia bicéfala negra. Muitos muçulmanos, no entanto, preferiam a cruz comum com São Jorge, que viam como um guerreiro como eles, em vez de um “pássaro”. Até 1856, essa versão especial foi entregue a 1.368 soldados.
Durante o reinado de Nicolau I (1825–1855), foram agraciados 57.706 praças do exército russo, especialmente após as guerras contra a Pérsia (1826–1828), a Turquia (1828–1829), a repressão à insurreição polonesa (5.888 condecorações) e a campanha húngara de 1849 (3.222).
A partir de 19 de março de 1855, o uso da cruz passou a ser permitido nos uniformes mesmo após a concessão da Ordem de São Jorge.

## Premiados
A primeira condecoração com a Cruz de São Jorge de 4ª classe ocorreu em 1.º de agosto de 1914, quando a cruz n.º 5501 foi entregue ao ordenança do 3.º Regimento de Cossacos do Don Kozma Firsovitch Kriutchkov por uma brilhante vitória sobre vinte e sete cavaleiros alemães em um combate desigual em 30 de julho de 1914. Posteriormente, K. F. Kriutchkov mereceu também, em combate, as outras três classes da Cruz de São Jorge. A Cruz de São Jorge de n.º 1 foi deixada “a critério de Sua Majestade Imperial” e entregue mais tarde, em 20 de setembro de 1914, ao soldado do 41.º Regimento de Infantaria de Selinguinsk Piotr Tchorny-Kovalchuk, que capturou em combate uma bandeira austríaca.
Por bravura em combate, mulheres foram condecoradas várias vezes com a Cruz de São Jorge. Entre elas:
- Kira Alexandrovna Bachkirova (Nikolai Popov), condecorada com a Cruz de São Jorge de 4.º classe (n.º 40133) por feitos na Primeira Guerra Mundial;
- Maria Leontievna Bochkariova, condecorada com a Cruz de São Jorge de 3.º e 4.º classe. Fuzilada em 1920 pelos bolcheviques. Reabilitada em 9 de janeiro de 1992;
- Evguenia Trofimovna Brytova, filha de Chamil; converteu-se ao cristianismo ortodoxo e casou-se com um suboficial russo. Sob o nome de Alexandra Voinova, com autorização de Nicolau I, serviu no Regimento de Granadeiros da Geórgia. Condecorada com a Cruz de São Jorge de 4ª classe (n.º 5702);
- Nadejda Andreevna Durova, condecorada com a Cruz de São Jorge de 4ª classe (n.º 5728) por salvar um oficial em Gutstadt, em 1807;
- Anna Alekseevna (Alexandrovna) Krasilnikova (Anatoli Krasilnikov), postulante do mosteiro de Cazã, serviu como caçadora no 205.º Regimento de Shemakha. Condecorada com a Cruz de São Jorge de 4ª classe (n.º 16602) por feitos na Primeira Guerra Mundial;[15]
- Antonina Tikhonovna Palshina (Anton Palshin), suboficial, condecorada com a Cruz de São Jorge de 3ª e 4ª classe e com a Medalha de São Jorge de 3ª e 4ª classe;
- Zoia Fiodorovna Smirnova (Evgueni Fiodorovitch Makarov), suboficial, condecorada com a Cruz de São Jorge de 4.º classe por feitos na Primeira Guerra Mundial;
- Evguenia Piotrovna Tol (Evgueni Korkin), baronesa, paramédica de companhia, condecorada com a Cruz de São Jorge de 4.º classe;[16]
- Elena Konstantinovna Tsebrjinskaia (Gleb Tsetnerskoi), subtenente-paramédica do 186.º Regimento de Infantaria de Aslan, depois serviu no 3.º Destacamento Avançado do Cáucaso da Cruz Vermelha. Condecorada com a Cruz de São Jorge de 4ª classe por feitos na Primeira Guerra Mundial;
- Evdokia Karpovna Tcherniavskaia (Iosif Gluchtenko), soldado. Condecorada em 1915 com a Cruz de São Jorge de 4ª classe;
- Olga Sergeevna Shidlovskaia (Oleg Shidlovski), suboficial veterana de um regimento de hussardos, condecorada com a Cruz de São Jorge de 4ª classe por feitos na Primeira Guerra Mundial;
- Alexandra Alexandrovna von Shtof, baronesa, serviu em um regimento de hussardos. Condecorada com a Cruz de São Jorge de 4ª classe por feitos na guerra russo-turca de 1877–1878. Dama de companhia da imperatriz Maria Alexandrovna;
- Tchanka-Freidenfelde Lina, suboficial do 3.º Regimento de Fuzileiros Letões da Curlândia, condecorada com a Cruz de São Jorge de 3ª e 4ª classe e com a Medalha de São Jorge por feitos na Primeira Guerra Mundial.

No jornal monarquista Kurskaia Byli de 15 de abril de 1915, é narrada a história da cossaca Maria Smirnova, condecorada com três Cruzes de São Jorge.
Também foram condecorados com a Cruz de São Jorge estrangeiros que serviram no exército russo. O negro francês Marcel Plé, que lutou como tripulante de um bombardeiro Ilia Muromets, recebeu duas cruzes; o tenente aviador francês Alphonse Poiré recebeu quatro; e o tcheco Karel Vašatka foi agraciado com as quatro classes da Cruz de São Jorge, uma Cruz de São Jorge com ramo de louro, medalhas de São Jorge de três classes, a ordem de São Jorge de 4ª classe e uma arma de São Jorge.
Em 1915, devido à escassez da guerra, as insígnias de 1ª e 2ª classe passaram a ser fabricadas com ouro de liga inferior: 60% de ouro, 39,5% de prata e 0,5% de cobre. A composição das cruzes de 3ª e 4ª classe não foi alterada (99% de prata). Ao todo, a Casa da Moeda cunhou as cruzes com teor reduzido de ouro nas seguintes quantidades: 26.950 exemplares de 1ª classe (n.º 5531 a 32.840) e 52.900 de 2ª classe (n.º 12.131 a 65.030). Nessas cruzes, no canto esquerdo do braço inferior, abaixo da letra С (stepeň, grau), havia uma marca com o desenho de uma cabeça. Número aproximado de Cruzes de São Jorge concedidas de 1914 a 1917:
- 1ª classe - 33.000
- 2ª classe - 65.000
- 3ª classe - 289.000
- 4ª classe - 1,2 milhões

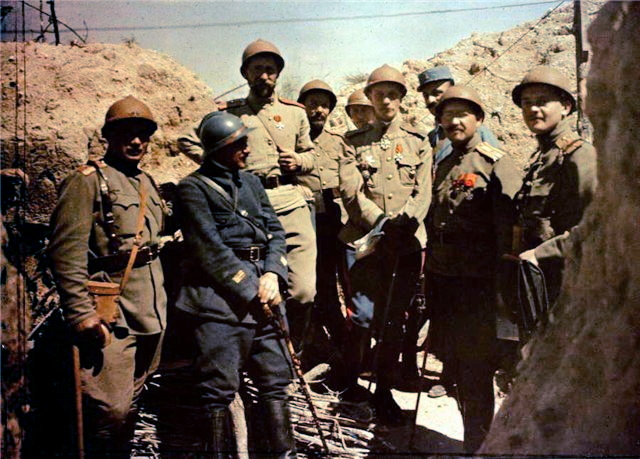
Soldados da Força Expedicionária Russa na França, em meados de 1916, dois deles portando uma Cruz de São Jorge

Para indicar o número de série “acima de um milhão”, gravava-se “1/М” na face superior da cruz, com os demais dígitos distribuídos pelos braços da insígnia. No outono de 1916, decidiu-se fabricar as cruzes em “metal amarelo” e “metal branco” (abandonando o uso de ouro e prata). Nessas cruzes, abaixo do número de série, apareciam as letras ЖМ (metal amarelo, ZhM) ou БМ (metal branco, BM). Foram cunhadas:
- 1ª classe ЖМ — 10.000 (n.º 32.481 a 42.480)
- 2ª classe ЖМ — 20.000 (n.º 65.031 a 85.030)
- 3ª classe БМ — 49.500 (n.º 289.151 a 338.650)
- 4ª classe БМ — 89.000 (n.º 1.210.151 a 1.299.150)

Após a Revolução de Fevereiro, começaram a ocorrer concessões da Cruz de São Jorge com motivações puramente políticas. Por exemplo, a condecoração foi dada ao suboficial Timofei Kirpichnikov, que liderou o motim do Regimento Volynski da Guarda Imperial em Petrogrado, e ao primeiro-ministro Aleksandr Kerenski, que recebeu as cruzes de 4ª e 2ª classe como “herói intrépido da Revolução Russa, que derrubou a bandeira do czarismo”.
Em 24 de junho de 1917, o Governo Provisório alterou o estatuto da Cruz de São Jorge e permitiu sua concessão a oficiais por decisão das assembleias de soldados. Nesses casos, um ramo de louro em prata era fixado à fita das condecorações de 3ª e 4ª classe, e um ramo de louro em ouro à fita das de 1ª e 2ª classe. Cerca de duas mil dessas condecorações foram distribuídas.
Em 16 de dezembro de 1917, a Cruz de São Jorge foi abolida juntamente com todas as demais ordens da República Russa. A Ordem da Glória nominalmente a substituiu durante a era soviética.
São conhecidos casos de concessão em massa das Insígnias de Distinção da Ordem Militar e das Cruzes de São Jorge:
- 1829 — a tripulação do lendário brigue Merkuriy, que enfrentou e venceu um combate desigual contra dois navios de linha turcos;
- 1865 — os cossacos da 4ª centúria do 2º Regimento de Cossacos dos Urais, que resistiram em um combate desigual contra forças cocandesas muito superiores nas proximidades do quixlaque Ikan;
- 1904 — as tripulações do cruzador Varyag e da canhoneira Koreets, que enfrentaram em desvantagem a esquadra japonesa;
- 1916 — os cossacos da 2ª centúria do 1º Regimento do ataman de Uman Golovatov, do Exército Cossaco de Cubã, que sob o comando do yessaul Vassili Gamali realizaram uma dificílima incursão em abril de 1916 durante a campanha na Pérsia;[20]
- 1917 — os integrantes do Regimento de Choque de Kornilov, pela ruptura das posições austríacas perto da aldeia de Yamshitsa, entre outros.

| |  |  |  |
| Cruzes de São Jorge (anverso e reverso) de todas as classes pertencentes a Kuzma Trubnikov, que durante a Grande Guerra Patriótica tornou-se coronel-general. A Cruz de São Jorge de 2ª classe n.º 4034 foi entregue por Trubnikov em benefício dos feridos de seu regimento. Em retribuição, os soldados lhe presentearam com uma cruz de bronze. No verso, há o monograma С. Г. (SG), ou seja, São Jorge. |  |  |  |

## Quatro Cruzes de São Jorge

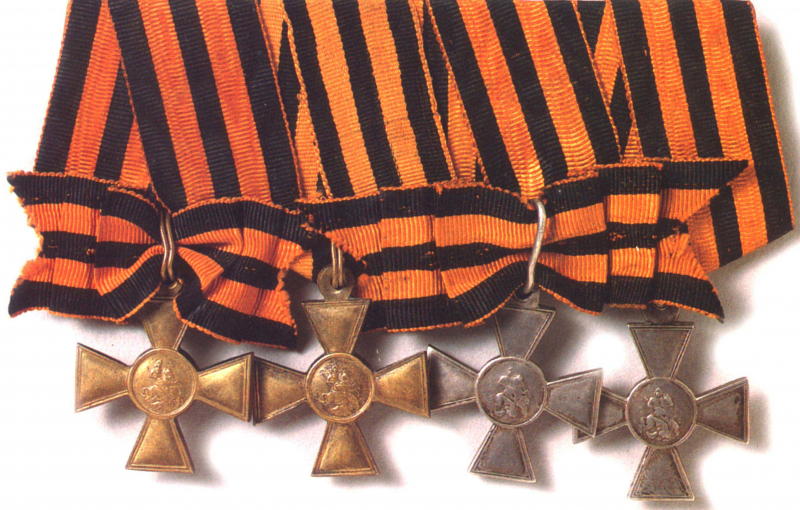
Todas as classes juntas

Por decreto imperial de 19 de março de 1856, foram introduzidas quatro classes para a insígnia. As condecorações eram usadas sobre a fita de São Jorge, no peito, e eram confeccionadas em ouro (para a 1ª e 2ª classes) e em prata (para a 3ª e 4ª classes). Externamente, os novos modelos se distinguiam pela inscrição no verso indicando a classe: “4 степ.”, “3 степ.” e assim por diante. A numeração das insígnias recomeçava para cada classe.
As condecorações eram concedidas sucessivamente da classe inferior à superior, embora houvesse exceções. Por exemplo, em 30 de setembro de 1877, Iuri Popovitch-Lipovats foi condecorado com a insígnia de 4ª classe por bravura em combate e, já em 23 de outubro, recebeu a de 1ª classe por outro feito.
Quando o condecorado possuía todas as quatro classes, usava-se a 1ª e a 3ª no uniforme; quando possuía as classes 2ª, 3ª e 4ª, usava-se a 2ª e a 3ª; e quando tinha apenas a 3ª e a 4ª, usava-se apenas a 3ª.
Durante os 57 anos de existência do sistema com quatro classes, cerca de 2 mil pessoas se tornaram cavaleiros completos (possuidores de todas as quatro classes) da Insígnia da Ordem Militar. Aproximadamente 7 mil foram condecorados com as classes 2ª, 3ª e 4ª; cerca de 25 mil com a 3ª e 4ª; e 205.336 pessoas receberam a 4ª classe. As maiores distribuições ocorreram durante a Guerra Russo-Japonesa (1904–1905) com 87.000 condecorações, a Guerra Russo-Turca (1877–1878) com 46.000, a Campanha do Cáucaso com 25.372, e as expedições da Ásia Central com 23.000.
Uma variante da Insígnia da Ordem Militar, destinada a condecorar praças de confissão não cristã, foi instituída em 1844, também dividida em quatro classes e existiu até 1913. De 1856 a 1913, tornaram-se cavaleiros completos dessa versão 19 pessoas; 269 receberam as três classes (2ª, 3ª e 4ª); 821 receberam a 3ª e a 4ª; e 4.619 foram condecoradas com a 4ª classe. A numeração dessas condecorações era mantida separadamente.
A condecoração também era conhecida por nomes não oficiais, como “Cruz de São Jorge de 5ª classe”, “Cruz de Soldado de São Jorge”, “São Jorge do Soldado” (Egóry) e outros.
Em 1913 foi aprovado um novo estatuto da Insígnia da Ordem Militar. A condecoração passou a ser oficialmente chamada de Cruz de São Jorge, e sua numeração foi reiniciada a partir desse momento. Diferentemente da insígnia anterior, não existiam cruzes específicas para não cristãos: todos os exemplares a partir de 1913 traziam a imagem de São Jorge. Além disso, desde então a Cruz de São Jorge também podia ser concedida postumamente.
Às vezes, por erros administrativos no processo de concessão durante tempos de guerra, ocorriam entregas repetidas da mesma classe da Cruz de São Jorge. Assim, o subtenente do 3.º Regimento de Fuzileiros de Guardas, Grigori Solomatin, recebeu cinco cruzes (duas vezes a de 4ª classe) e quatro medalhas de São Jorge (1ª classe duas vezes, 2ª e 3ª).
É conhecido ao menos um caso de condecoração simultânea com três classes da Cruz de São Jorge. O sargento Porfiry Gerasimovitch Panassiuk, já condecorado com a 4ª classe, recebeu de uma só vez as classes 3ª, 2ª e 1ª. As condecorações foram concedidas em abril de 1915 por sua coragem excepcional ao ser feito prisioneiro — mesmo sob tortura, o bravo soldado não revelou segredos militares. A 4ª classe foi-lhe atribuída por ordem do comandante do exército, e as demais três, por ordem do Comandante Supremo.

## Restabelecimento

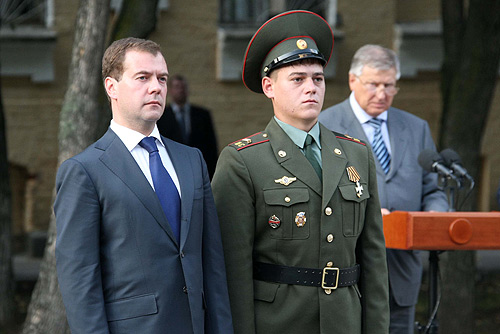
O presidente russo Dmitri Medvedev, com um sargento recém-decorado com a cruz de São Jorge 4ª Classe, por distinção em batalha na guerra da Ossétia do Sul em 2008.

Após a dissolução da União Soviética em 1991 , a Cruz de São Jorge foi restabelecida pela Decisão do Soviete Supremo da Federação Russa nº 2557-I, de 20 de março de 1992. Seus critérios de atribuição foram alterados duas vezes, primeiro em 8 de agosto de 2000 e mais recentemente em 7 de setembro de 2010.
A Cruz de São Jorge é concedida a soldados, marinheiros, sargentos, oficiais de infantaria, oficiais de segurança e oficiais subalternos, por feitos e distinções em batalha em defesa da pátria, assim como por exemplos reconhecidos de coragem, dedicação e habilidade militar em batalha no território de outros estados, na manutenção ou restaurar da paz e da segurança internacionais. É concedida sequencialmente em quatro classes, da quarta à primeira, para atos subsequentes de coragem.
A primeira cerimônia de premiação pós-reintegração ocorreu em agosto de 2008, para soldados que demonstraram coragem e heroísmo durante o conflito armado na Ossétia do Sul. O presidente russo Dmitri Medvedev condecorou onze soldados e sargentos com a Cruz de São Jorge 4ª classe, por coragem e heroísmo demonstrados no desempenho de funções militares. Outros 263 soldados foram condecorados com a Cruz de São Jorge por sua atuação na operação da Geórgia.

## Descrição do medalhão
A Cruz de São Jorge moderna é praticamente idêntica à variante imperial. É uma cruz pátea de 34 mm de largura, usada no lado esquerdo do peito com outras medalhas, e seu anverso tem um medalhão central com a imagem de frente de São Jorge a cavalo matando o dragão. O reverso do medalhão ostenta o monograma cirílico da Ordem de São Jorge "SG" (russo: «СГ»). O reverso dos dois braços laterais da cruz mostram o número de série do medalhão, com o braço esquerdo tendo uma letra em relevo "N" na extremidade esquerda. A classe da cruz é gravada no verso do antebraço, "1-я степ" para a primeira classe, "2-я теп" para a segunda classe, "3-я теп" para a terceira classe e "4 -я степ "para a quarta classe.

Quando a cruz não é portada, uma barra de fita é usada no uniforme. A barra de fita tem 8mm de altura por 24mm de largura e possui um algarismo romano dourado de 7mm de altura, denotando a classe do prêmio. 

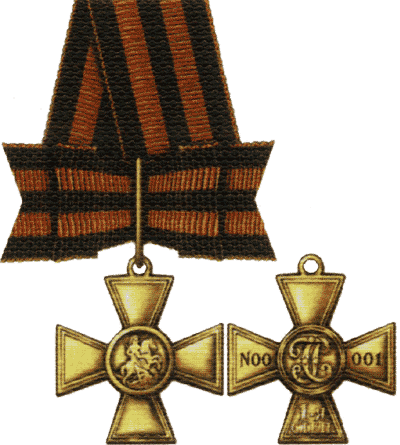
Cruz de São Jorge 1ª classe
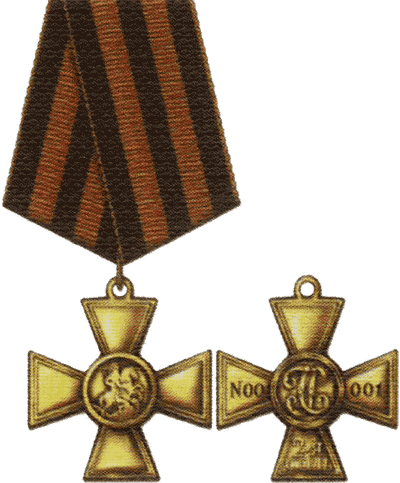
Cruz de São Jorge 2ª classe
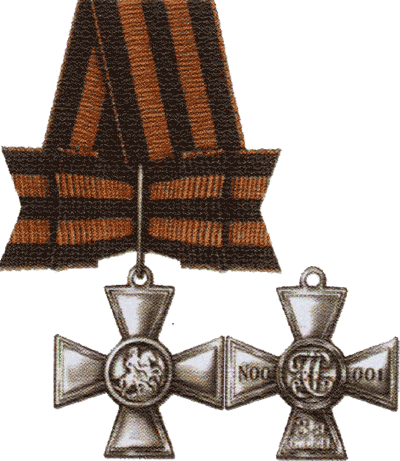
Cruz de São Jorge 3ª classe
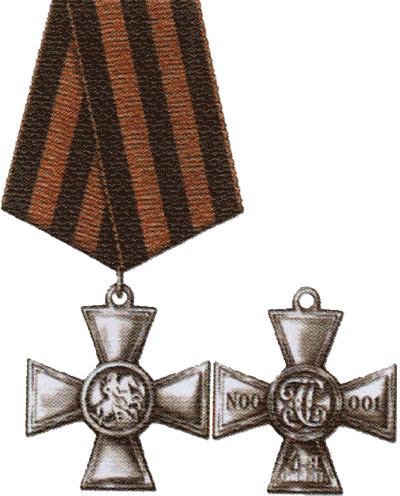
Cruz de São Jorge 4ª classe

Barra de fita para a Cruz de São Jorge 1ª classe
Barra de fita para a Cruz de São Jorge 2ª classe
Barra de fita para a cruz de São Jorge 3ª classe
Barra de fita para a cruz de São Jorge 4ª classe